# Онгентеов
Онгентеов (Ангантюр, Эгиль; др.-англ. Ongenþeow, др.-норв. Angantyr, др.-исл. Egil; умер незадолго до 516 года) — полулегендарный король свеев (конец V — начало VI веков) из династии Инглингов (Скильфингов), сведения о котором содержатся в нескольких средневековых нарративных источниках англосаксонского и скандинавского происхождения.
На основании фонетической близости имён Онгентеов отождествляется с легендарным персонажем скандинавских саг «королём готов» Ангантюром, а на основании упоминания его как отца короля Охтхере и деда короля Эадгильса — с конунгом Эгилем, отцом Оттара и дедом Адильса.

## Биография

### Сведения средневековых источников
По мнению современных историков, сведения об Онгентеове содержатся в нескольких средневековых источниках. Под этим именем он упоминается как правитель свеев в эпосах «Видсид» и «Беовульф». Согласно мнению лингвистов, имени Онгентеов фонетически наиболее близко древнескандинавское имя Ангантюр. Возможно, некоторые из фактов биографии правителя свеев (например, обстоятельства его смерти) могли найти отражение в преданиях об этом легендарном «короле готов», отце девы-воительницы Хервёр. Анализ приведённых в источниках родственных связей Онгентеова позволил установить, что он также упоминается и в скандинавских сагах (например, в «Саге об Инглингах»), где ему соответствует конунг свеев Эгиль.

#### Сведения англосаксонских источников
Наиболее ранним из дошедших до нашего времени источников об Онгентеове является созданное не позднее VII века поэтическое сочинение «Видсид». Написанное на древнеанглийском языке, оно содержит перечень героев и правителей варварской Европы, среди которых упоминается и правитель свеев Онгентеов.
Более подробные сведения об Онгентеове находятся в написанной чуть позднее (в конце VII или первой трети VIII века) поэме «Беовульф». Одной из сюжетных линий этой поэмы является рассказ о войнах свеев с гаутами. По свидетельству поэмы, начало конфликту положили набеги сыновей короля свеев «старца-воителя» Онгентеова, Охтхере и Онелы, на владения короля гаутов Хадкюна. В ответ гауты совершили поход в земли свеев, захватили королевскую резиденцию, овладели казной и пленили супругу правителя свеев. Преследуя похитителей, Онгентеов разбил войско гаутов в Вороньей Роще. Король Хадкюн и большая часть его воинов погибли в сражении, а оставшиеся в живых гауты с наступлением темноты укрылись в близлежащем лесу, где были окружены свеями. Однако на следующее утро к гаутам пришло подкрепление, которое привёл брат и наследник погибшего короля Хигелак. В новой битве свеи потерпели поражение, Онгентеов бежал в городище Хрефнесхольт и погиб при его штурме войском Хигелака. Смертельный удар королю свеев нанёс воин Эовор, впоследствии получивший за это в жёны единственную дочь короля Хигелака.

#### Сведения скандинавских источников
Из средневековых скандинавских источников наиболее подробный рассказ о жизни короля Эгиля содержится в «Саге об Инглингах», входящей в состав сочинения «Круг Земной» Снорри Стурлусона. В этом источнике Эгиль назван «конунгом в Швеции», младшим сыном Ауна Старого и отцом Оттара. О нём сообщается, что «он не любил воевать и сидел мирно дома». Против него поднялся мятеж во главе с Тунни, рабом, бывшим казначеем Ауна. Собрав войско, Тунни стал разорять владения Эгиля и восемь раз побеждал войско конунга в сражениях. Поражения заставили Эгиля искать убежища у конунга данов Фроди Смелого. Только получив от Фроди войско, Эгиль смог разбить Тунни в битве, в которой глава мятежников погиб. В благодарность за помощь Эгиль обещал выплачивать данам дань каждые полгода. Хотя он так и не исполнил этого обещания, Эгиль и Фроди сохранили дружеские отношения. Однако уже через три года после победы над Тунни Эгиль погиб: на охоте его смертельно ранил дикий бык. По свидетельству саги, Эгиль был похоронен в одном из курганов в Старой Уппсале, а новым правителем свеев стал его сын Оттар.
Эти же данные содержатся и в составленной в XII веке латиноязычной «Истории Норвегии». Возможно, для описания истории ранних Инглингов её автор использовал тот же источник, что и Снорри Стурлусон (предполагается, что это мог быть «Перечень Инглингов» Тьодольва из Хвинира). Здесь к неупомянутым в «Саге об Инглингах» сведениям о Эгиле относится только свидетельство о прозвище этого конунга — «Вендельский ворон». Об этом же сообщается и в «Книге об исландцах» Ари Торгильссона, однако другие источники относят этот эпитет к сыну Эгиля Оттару. «Перечень Инглингов» и «Книга об исландцах» называют Эгиля семнадцатым правителем из династии Инглингов, преемником Ауна Старого и предшественником Оттара.

### Современные исследования
При изучении всего комплекса сведений исторических источников об Онгентеове современные историки пришли к выводу, что в основу преданий о этой персоне легли воспоминания средневековых авторов о Вендельском периоде истории Скандинавии. Так как король гаутов Хигелак упоминается как реальное лицо в «Истории франков» Григория Турского, возможно, что и другие связанные с ним в сказаниях персоны могли быть действительно существовавшими правителями. Предполагается, что Онгентеов был ранним представителем династии Инглингов (Скильфингов), правившим свеями в конце V — начале VI веков. На основании рассказа Григория Турского о смерти Хигелака в 515 или 516 году, гибель Онгентеова датируют временем незадолго до этого события. Местом его захоронения считается восточный курган в Старой Уппсале. Во время раскопок, проведённых в 1846—1847 годах, здесь было обнаружено богатое погребение, относящееся к началу VI века. Захороненная в кургане персона была кремирована. В погребении сохранились несколько предметов, в том числе, фрагменты парчовой одежды, золотых украшений, стеклянных сосудов, а также костяные фигурки птиц. После гибели Онгентеова престол свеев унаследовал его старший сын, в англосаксонских источниках названный Охтхере, а в скандинавских — Оттаром.
Источники не позволяют однозначно установить, какое в действительности имя носил погибший в войне с Хигелаком правитель свеев: высказываются доводы в пользу каждого из трёх имён — Онгентеов, Ангантюр и Эгиль. Различия в описаниях смерти Онгентеова и Эгиля современные историки считают ошибкой скандинавского автора сочинения, послужившего общим источником для «Саги об Инглингах» и «Истории Норвегии». Предполагается, что первоначально текст предания был написан на древнеанглийском языке, и при пересказе сначала на древнешведский, а затем на древнеисландский языки имя Эовор (др.-англ. Eofor — боров) было неправильно истолковано переводчиками как слово «farra», означающее животное.